# Jonas Gunnarsson
Jonas Gunnarsson (8 settembre 1977) è un ex snowboarder svedese.

## Biografia
Specializzato nell'halfpipe e attivo in gare FIS dal 1996, Gunnarsson ha debuttato in Coppa del Mondo il 14 dicembre dello stesso anno, ottenendo subito il primo podio, nonché la prima vittoria, a Whistler. Nella stessa stagione 1996-1997 si è aggiudicato la Coppa del Mondo di halfpipe.
In carriera non ha mai preso parte a rassegne olimpiche, mentre ha gareggiato in due iridate.

## Palmarès

### Coppa del Mondo
- Vincitore della Coppa del Mondo di halfpipe nel 1997
- Miglior piazzamento nella Coppa del Mondo generale di freestyle: 9º nel 1997
- 4 podi:
  - 2 vittorie
  - 1 secondo posto
  - 1 terzo posto

#### Coppa del Mondo - vittorie
| Data             | Luogo    | Paese  | Disciplina |
| ---------------- | -------- | ------ | ---------- |
| 14 dicembre 1996 | Whistler | Canada | HP         |
| 15 dicembre 1996 | Whistler | Canada | HP         |

Legenda:

HP = Halfpipe